# Língua lícia
A língua Lícia (𐊗𐊕𐊐𐊎𐊆𐊍𐊆 Trm̃mili) era a língua dos antigos lícios, da região conhecida como Lícia na Anatólia (atual Turquia), durante a Idade do Ferro. Hoje é uma língua morta, tendo sido substituída pelo Grego Antigo durante a Helenização da Anatólia.

## Área
A Lícia cobria a região entre as modernas cidades de Antália e Fethiye, no sul da Turquia, especialmente o promontório montanhoso entre a Baía de Fethiye e o Golfo de Antália. Os Luca, como foram referidos em antigas fontes egípcias, que os mencionam entre os Povos do Mar, provavelmente também habitaram a região chamada Licônia, localizada ao longo do próximo promontório a leste, também montanhosa, entre as cidades modernas de Antália e Mersin.

## Classificação
O Lício era uma língua indo-européia, no subgrupo Luviano das línguas da Anatólia. O subgrupo Luviano inclui também as línguas cuneiforme e hieroglíficas Luviana, Cariana, Sidética e Pisídica. As formas pré-alfabéticas de Luviano se estenderam até a Idade do Bronze Final e precederam a queda do Império Hitita. Estes desapareceram na época dos estados neo-hititas no sul da Anatólia (e na Síria); assim, os membros pré-históricos do subgrupo são línguas filhas localizadas do Luviano.
Das línguas lúvicas, apenas a língua-mãe Luviana é atestada antes de 1000 a.C.; portanto, não se sabe quando os dialetos da era clássica divergiram. Se o povo Luca sempre residiu no sul da Anatólia ou se eles sempre falavam Luviano, são questões diferentes.
O Lício é conhecido por algumas inscrições bastante extensas. Deles, os estudiosos identificaram pelo menos dois dialetos. Um é considerado o Lício padronizado, também denominado Lício A; o outro, que é atestado no lado D da estela de Xanto, é denominado Lício B ou Miliano, separado por suas particularidades gramaticais. O Lício tinha seu próprio alfabeto, que estava intimamente relacionado ao alfabeto grego, mas incluía pelo menos uma letra emprestado do Cariano, bem como caracteres próprios da língua. As palavras eram frequentemente separadas por dois pontos.
O Lício foi extinta em torno do início do primeiro século a.C., substituído pelo Grego Antigo.

## Endônimo
Alguns estudos etimológicos do endônimo da língua lícia estão presentes. Esses são:
- Língua do povo da montanha (LaRoche). Luviano tarmi- "objeto pontudo" torna-se um hipotético *tarmašši- "montanhoso" usado em Trm̃mis - "Lícia". A Lícia e a Pisídia tinham uma cidade nas colinas chamada Termesso.
- Atarima (Carruba). Um nome de lugar antes desconhecido da Idade do Bronze Final entre os Luca.
- Termilae (Bryce). Um povo deslocado de Creta por volta de 1600 a.C.
- Termera (Estrabão[3]). Um povo Lelégio deslocado pela Guerra de Tróia, primeiro estabelecendo-se em Caria e designando nomes como Telmessos, Termera, Termerion, Termeros, Termilae, e então deslocados para a Lícia pelos Jônios.

## Descrição
Várias características principais ajudam a identificar o Lício como pertencente ao grupo Luviano:
- Assibilação de palatais Indo-Europeus (IE) (mudança das linguas Satem): *h₁éḱwos para o Luviano á-zú-wa/i-, Lício esbe, "cavalo".
- Substituição do caso genitivo por adjetivos que terminam em -ahi ou -ehi, Luviano -assi-.
- Um pretérito ativo formado com terminações indo-européias intermediárias secundárias:
  - IE *-to, Luviano -ta, Lício te- ou de- na terceira pessoa do singular
  - IE *-nto para o Luviano -nta, Lício (n)te na terceira pessoa do plural
- Semelhança das palavras: Luviano māssan(i)-, Lício māhān(i), "deus".